# Michael Carbel Svendgaard
Michael Carbel Svendgaard (7 de febrer de 1995) és un ciclista danès professional des del 2014.

## Palmarès
- 2013
  -  Campió de Dinamarca júnior en ruta
  - Vencedor de 2 etapes als Tres dies d'Axel
  - Vencedor d'una etapa al Giro de la Lunigiana
- 2013
  - 1r a la Dorpenomloop Rucphen
- 2017
  -  Campió de Dinamarca sub-23 en ruta
  - 1r al Gran Premi Herning
- 2019
  - Vencedor d'una etapa a la Fletxa del sud